# Robin Moore
Robin Moore (de fapt "Robert Lowell Moore, Jr." n. 31 octombrie 1925, Concord, Massachusetts - d. 21 februarie 2008, Hopkinsville, Kentucky) a fost un scriitor american.

## Date biografice, carieră
Cel mai cunoscut roman al lui Moore a fost "The French Connection", în care este prezentată acțiunea plină de riscuri a doi agenți  (engl. undercover agent), care erau angajați în lupta de combatere a consumului și traficului de stupefiante.

## Opere
- Creator of the comic strip Tales of the Green Beret
- Co-scriitor for the film Inchon about the Inchon landing during the Korean War.[4]
- Co-fondator, "The Crippled Eagles" club in Rhodesia (now Zimbabwe) for expatriate Americans serving with the Rhodesian Security Forces.